# 佐々木秀世
佐々木 秀世（ささき ひでよ、1909年4月12日 - 1986年2月1日）は、日本の政治家。位階は従三位、勲等は勲一等。衆議院議員（9期）、運輸大臣などを歴任。

## 来歴・人物
山形県東村山郡山辺村（現・山辺町）に、加藤富太郎の四男として生まれる。1928年早稲田工手学校（現・早稲田大学芸術学校）電気科高等科を卒業。近衛師団中野電信隊勤務を経て、1930年渡道し、旭川市の菓子店「中屋菓子舗」の店員となる。1933年には小学校教諭の佐々木サヨと結婚し、佐々木家の養子となる。翌1934年には「亀屋食料品店」を設立。1942年旭川市議に当選し、政界入り。
戦後の1947年、第23回衆議院議員総選挙に民主党から旧北海道2区にて立候補し、初当選を果たす（当選同期に田中角栄・鈴木善幸・中曽根康弘・増田甲子七・中山マサ・荒木万寿夫・原田憲・櫻内義雄・根本龍太郎・中村寅太など）。以後、2回の落選（1953年の第26回衆議院議員総選挙と1958年の第28回衆議院議員総選挙）をはさみつつ当選9回。同年炭鉱国家管理法案に反対し、原健三郎・本間俊一らとともに除名され同志クラブを旗揚げした。翌1948年民主自由党入りする。1951年には運輸政務次官となる。
1952年の福永健司幹事長指名騒動では、47年衆院選当選同期の倉石忠雄・石田博英らとともに指名阻止に動き、反吉田色を強めていく。その後自由党を離党し、鳩山一郎の日本民主党に入り、第1次鳩山内閣で内閣総理大臣秘書官に就任する。保守合同後は石田の片腕として石橋政権実現に尽力し、その後議会運営・国会対策の手腕を買われ宏池会入りする。
衆院議会運営、社会労働各委員長、自民党副幹事長、国会対策委員長、広報委員長等を歴任し、1972年7月に第1次田中角栄内閣で運輸大臣に就任する。
就任直後の1972年7月12日には、赤字必至の地元北海道の国鉄白糠線の延伸区間（上茶路−北進間）について「赤字線といっても公共性の高い路線については国鉄が営業すべきである」として、運輸大臣命令という形で日本鉄道建設公団から日本国有鉄道に強引に移管させて、1972年9月8日に開業させた。大臣路線との批判については「完成させたものを棚ざらしにしておく方がおかしい」「そもそも私の選挙区ではない」と反論した。延伸開業後の1972年9月12日の衆議院決算委員会でも選挙対策や政治路線などと批判されたが「国鉄は黒字ばかり営業するのではない。赤字線も公共性のために営業する。膨大な土地の北海道は鉄道がなければ開発できない。私が北海道出身だからいうのではないが、内地人の感覚で北海道のことはわからない。選挙対策でやるのなら票のあるところでやる。（1日平均の利用者が）17人しかいない辺鄙なところで選挙対策をやるバカはいない」と開き直り、上茶路炭鉱は閉山（1970年2月）になっても森林開発に役立つので営業を許可したことを説明するとともに「地方開発に役立つものは赤字でも許可する。赤字線でも使命のあるものは残す。使命の終わったものは廃止する」と赤字線に対する考えを明らかにした（白糠線は1983年10月23日に廃線）。同年12月に運輸大臣退任。
1976年に発覚したロッキード事件では「灰色高官」の一人として関与が取り沙汰された。同年7月18日には、派閥の領袖であった大平正芳とともに地元で潔白を訴える記者会見を行ったが、7月20日には高血圧症により東京慈恵会医科大学付属病院青砥分院に入院して選挙民の前から姿を消した。その直後には道北の財界に強い影響力を行使してきた後援会長が病死、後任探しが難航するなど支持母体の維持が難しくなり、同年12月に行われた第34回衆議院議員総選挙には出馬せず政界を引退した。その後は競輪の振興に務めた縁から（社）日本競輪選手会顧問などを務めた。
1980年11月の秋の叙勲で勲八等から勲一等に叙され、瑞宝章を受章する。
元衆議院議員の佐々木秀典や元旭川市議会議員の佐々木邦男は子息。ただし両者とも秀世の保守地盤を受け継いでおらず、日本社会党及び民主党系の会派に所属していた。
1986年2月1日、急性心不全のため死去した。76歳没。同月4日、特旨を以て位記を追賜され、死没日付で従三位に叙された。